# Houtskärs prästgård
Houtskärs prästgård är en prästgård i Houtskär i Pargas stad i det finländska landskapet Egentliga Finland. Prästgården, som uppfördes år 1874 är nuförtiden kaplanend bostad och kapellförsamlingens kansli. Prästgårdens sal används ibland för församlingsverksamhet och i gårdsbyggnaden finns en klubblokal.
Houtskärs prästgård är en del av Houtskärs kyrkas och omgivningens kulturmiljö av riksintresse och därmed skyddad enligt lag.

## Historia
Den nuvarande prästgården på Houtskär är den andra prästgården i ordningen. Den första prästgården, som hette S:t Andreas kaplangård uppfördes 1670. S:t Andreas kaplangård låg på den så kallade Gamla tomten vilken man också hade namnet Hinders hemman. Den 20 augusti 1871 beslutade man att bygga en ny huvudbyggnad med ekonomibyggnader på en ny tomt vid Vitteludd. Den nya prästgården stod färdig sommaren 1874.
Vid årsskiftet 2008/2009 övergick prästgården i Pargas kyrkliga samfällighetens ägo. Prästgårdens kök och badrum renoverades sommaren 2011.